# 金字塔 (バンド)
金字塔は、日本の10人組ロックバンド。2004年結成。

## 概要
ボーカルのシーラを中心に2004年大阪にて結成。
当初は4人組ロックバンドであったが、幾度のメンバーチェンジを経て、現在はボーカル, ギター, キーボード, ベース, ドラム, コーラス, トランペット, アルト・サクソフォーン, テナー・サクソフォーン, トロンボーンの10人編成となっている。
代表曲である「ブラボー」・「おもちゃのロックンロール」が、2022年4月よりスタートしたABCテレビ系列全国ネット「DAIGOも台所〜きょうの献立何にする?〜」の番組テーマ曲、挿入曲として採用されている。

## メンバー
- シーラ（ボーカル）
- 中川"nac"賢治（ギター）
- 廣瀬"tko"武雄（ピアノ/キーボード）
- Takasui（ベース）
- ぼん♭（ドラム）
- cazmi（コーラス）
- まさやん（トランペット）
- やまだとーこ（アルト・サクソフォーン）
- タダン（テナー・サクソフォーン）
- ジョニー（トロンボーン）

### 旧メンバー
- Wacky（キーボード）
- 井上ラブ（ベース）
- あーちゃん（ベース）
- ミネ（ドラム）

## 作品

### アルバム
- メルヘン（2005年9月）※廃盤
- ロマンチックゴールド -ミニアルバム（2007年12月）※廃盤
- ビューティフルワールド -ミニアルバム（2010年4月） ※廃盤
- ブラボー！ [BAKC-0001]（2022年1月）
- ゴールデンタイム [BAKC-0002]（2025年1月）

### 配信シングル
- ABCテレビ「DAIGOも台所～きょうの献立何にする?～」テーマ曲（2022年4月）
- おもちゃのロックンロール（2023年4月）
- ？から○（2023年12月）
- タイムマジック（2024年11月）
- イカリヲオロセ（2024年12月）

### DVD
- ？から○（2006年10月）※廃盤